# 峰值信噪比
峰值訊噪比（英語：Peak signal-to-noise ratio，常缩写为PSNR）是一个表示訊号最大可能功率和影响它的表示精度的破坏性雜訊功率的比值的工程术语。由于许多訊号都有非常宽的动态范围，峰值訊噪比常用对数分貝单位来表示。

## 定義
它常简单地透過均方误差（MSE）进行定义。两个m×n单色图像 I 和K， I 為一無雜訊的原始圖像，K为 I 的雜訊近似（例： I 為未壓縮的原始圖像，K為 I 經過壓縮後的圖像），那么它们的均方误差定义为：
{\displaystyle {\mathit {MSE}}={\frac {1}{mn}}\sum _{i=0}^{m-1}\sum _{j=0}^{n-1}[I(i,j)-K(i,j)]^{2}}
峰值訊噪比定义为：
{\displaystyle {\mathit {PSNR}}=10\cdot \log _{10}\left({\frac {{\mathit {MAX}}_{I}^{2}}{\mathit {MSE}}}\right)=20\cdot \log _{10}\left({\frac {{\mathit {MAX}}_{I}}{\sqrt {\mathit {MSE}}}}\right)}
其中，MAXI是表示图像点颜色的最大数值，如果每个采样点用 8 位表示（例：影像處理），那么就是 255。更为通用的表示是，如果每个采样点用 B 位线性脉冲编码调制表示，那么 MAXI 就是
{\displaystyle 2^{B}-1}.
对于每点有RGB三个值的彩色图像来说峰值訊噪比的定义类似，除了橫軸、縱軸m和n以外，還要考慮它的顏色組成RGB。我們需各別對每個顏色處理其MSE，因為有3個顏色通道，所以MSE需再除以3。
彩色圖像的峰值訊噪比定义为：
{\displaystyle {\mathit {PSNR}}=10\cdot \log _{10}\left({\frac {{\mathit {MAX}}_{I}^{2}}{{\frac {1}{3mn}}\sum _{R,G,B}^{}\sum _{i=0}^{m-1}\sum _{j=0}^{n-1}[I_{color}(i,j)-K_{color}(i,j)]^{2}}}\right)}

## 數值代表的意義
图像與影像压缩中典型的峰值訊噪比值在 30dB 到 50dB 之间，愈高愈好。
- PSNR接近 50dB ，代表壓縮後的圖像僅有些許非常小的誤差。
- PSNR大於 30dB ，人眼很難察觉壓縮後和原始影像的差異。
- PSNR介於 20dB 到 30dB 之間，人眼就可以察覺出圖像的差異。
- PSNR介於 10dB 到 20dB 之間，人眼還是可以用肉眼看出這個图像原始的結構，且直觀上會判斷兩張图像不存在很大的差異。
- PSNR低於 10dB，人類很難用肉眼去判斷兩個图像是否為相同，一個图像是否為另一個图像的壓縮結果。

## 應用
峰值訊噪比经常用作為影像處理中的图像压缩等领域中訊号重建质量的测量方法。